# Pons Racing
Pons Racing – hiszpański zespół motocyklowy i wyścigowy, założony w 1992 przez Sito Ponsa, byłego motocyklowego mistrza świata w kategorii. Obecnie ekipa startuje w Moto GP (od 1992 roku) oraz Formule Renault 3.5 (od 2005 roku). W 2004 roku ekipa pojawiła się także na starcie poprzedniczki Formuły Renault 3.5 – World Series by Nissan

## Historia

### Moto GP
Już w pierwszym sezonie istnienia zespołu, ekipa dołączyła do stawki Moto GP. Najwięcej, bo aż 13 sezonów zespół spędził w klasie 500 cm³. Ośmiokrotnie Pons pojawiał się na starcie klasy 250 cm³. Obecnie jednak ekipa startuje już czwarty sezon w Moto2. Zdecydowanie najwięcej sukcesów zespół święcił w klasie 250 cm³, klasie, w której szef zespołu zdobył w przeszłości mistrzostwo świata. Jak dotąd bowiem zespół zdobyła tam aż 21 zwycięstw i 48 podium. W klasie 500 cm³ było to tylko 8 zwycięstw i 40 podium.

### Formuła Renault 3.5
W 2004 roku Pons Racing zadebiutował w serii World Series by Nissan. Odniósł tam triumf zarówno w klasyfikacji zespołów, jak i kierowców (z Heikkim Kovalainenem). W 2005 roku ekipa startowała już w Formule Renault 3.5. W pierwszych czterech sezonach startów zespół spisywał się w kratkę. Gdy w 2005 i 2007 roku zdołał nawet wygrywać wyścigi (dzięki Adriánowi Vallésowi i Miguelowi Molinie), to w latach 2006 i 2008 rzadko kiedy zdobywał punkty. Sezony te zespół zakończył odpowiednio na: 5, 10, 7 i 11 lokacie.
W 2009 roku Marcos Martínez świetnie spisał się na początku sezonu wygrywając cztery wyścigi. Sytuacja pogorszyła się i dlatego ekipa spadała w klasyfikacji generalnej kończąc sezon na 6 pozycji. Lata 2010–2012, to okres, kiedy Pons Racing o zwycięstwach może jedynie pomarzyć. W 2010 roku Daniel Zampieri staje co prawda dwukrotnie na drugim stopniu podium, lecz zespołowi daje to tylko 8 miejsce. W sezonie 2011 pojawia się jedno podium – 2 miejsce Nicka Yelloly w ostatnim wyścigu sezonu. Z dorobkiem 59 punktów zespół plasouje się na 11 pozycji. W kolejnym sezonie ekipa spisuje się najsłabiej – zdobywa 1 punkt. Dlatego też została sklasyfikowana na ostatniej 13 pozycji.
Na sezon 2013 Pons zatrudnił Zoëla Amberga oraz Nikołaja Marcenko w roli kierowców wyścigowych. Rosjanin uzbierał łącznie 20 punktów, a Szwajcar – osiem. Dało im to odpowiednio 20 i 24 miejsce. Sam zespół został sklasyfikowany na dziewiątej pozycji w klasyfikacji generalnej.
W 2014 roku zespół ponownie nie odnosił sukcesów, punktując jedynie w kilku wybranych wyścigach. Podczas drugiego wyścigu na Hungaroringu Meindert van Buuren dojechał do mety na piątej pozycji, co było najlepszym wynikiem ekipy w sezonie. Z dorobkiem 32 punktów zespół został sklasyfikowany na dwunastej pozycji.

## Starty

### Formuła Renault 3.5
| Rok  | Bolid           | Kierowcy            | Wyścigi | Wygrane | PP | NO | Pkt | M.K. | M.Z. |
| ---- | --------------- | ------------------- | ------- | ------- | -- | -- | --- | ---- | ---- |
| 2005 | Dallara-Renault | Adrián Vallés       | 17      | 2       | 1  | 1  | 116 | 2    | 5    |
| 2005 | Dallara-Renault | Celso Míguez        | 17      | 0       | 0  | 0  | 15  | 19   | 5    |
| 2006 | Dallara-Renault | Celso Míguez        | 17      | 0       | 0  | 0  | 11  | 24   | 11   |
| 2006 | Dallara-Renault | Tristan Gommendy    | 4       | 1       | 0  | 0  | 16  | 19   | 11   |
| 2006 | Dallara-Renault | James Rossiter      | 17      | 0       | 0  | 0  | 33  | 14   | 11   |
| 2007 | Dallara-Renault | Miguel Molina       | 16      | 2       | 1  | 1  | 66  | 7    | 7    |
| 2007 | Dallara-Renault | Carlos Iaconelli    | 17      | 0       | 0  | 0  | 13  | 21   | 7    |
| 2008 | Dallara-Renault | Máximo Cortés       | 7       | 0       | 0  | 0  | 5   | 26   | 11   |
| 2008 | Dallara-Renault | Aleix Alcaraz       | 17      | 0       | 0  | 0  | 5   | 27   | 11   |
| 2008 | Dallara-Renault | Marcos Martínez     | 17      | 0       | 0  | 1  | 21  | 15   | 11   |
| 2009 | Dallara-Renault | Marcos Martínez     | 17      | 4       | 1  | 0  | 73  | 7    | 6    |
| 2009 | Dallara-Renault | Federico Leo        | 17      | 0       | 0  | 0  | 8   | 21   | 6    |
| 2010 | Dallara-Renault | Federico Leo        | 17      | 0       | 0  | 0  | 16  | 17   | 8    |
| 2010 | Dallara-Renault | Daniel Zampieri     | 16      | 0       | 0  | 1  | 51  | 9    | 8    |
| 2011 | Dallara-Renault | Oliver Webb         | 17      | 0       | 0  | 0  | 17  | 21   | 11   |
| 2011 | Dallara-Renault | Dominic Storey      | 2       | 0       | 0  | 0  | 0   | 35   | 11   |
| 2011 | Dallara-Renault | Jean-Karl Vernay    | 2       | 0       | 0  | 0  | 0   | 32   | 11   |
| 2011 | Dallara-Renault | Filip Salaquarda    | 2       | 0       | 0  | 0  | 0   | 34   | 11   |
| 2011 | Dallara-Renault | Adrien Tambay       | 2       | 0       | 0  | 0  | 6   | 27   | 11   |
| 2011 | Dallara-Renault | Michael Herck       | 2       | 0       | 0  | 0  | 0   | 36   | 11   |
| 2011 | Dallara-Renault | Marcos Martínez     | 2       | 0       | 0  | 0  | 0   | 31   | 11   |
| 2011 | Dallara-Renault | Nick Yelloly        | 6       | 0       | 0  | 0  | 36  | 14   | 11   |
| 2012 | Dallara-Renault | Yann Cunha          | 17      | 0       | 0  | 0  | 0   | 29   | 13   |
| 2012 | Dallara-Renault | Zoël Amberg         | 17      | 0       | 0  | 0  | 1   | 26   | 13   |
| 2013 | Dallara-Renault | Zoël Amberg         | 17      | 0       | 0  | 0  | 8   | 24   | 12   |
| 2013 | Dallara-Renault | Nikołaj Marcenko    | 17      | 0       | 0  | 0  | 20  | 20   | 12   |
| 2014 | Dallara-Renault | Oliver Webb         | 5       | 0       | 0  | 0  | 0   | 26   | 12   |
| 2014 | Dallara-Renault | Oscar Tunjo         | 12      | 0       | 0  | 0  | 11  | 22   | 12   |
| 2014 | Dallara-Renault | Meindert van Buuren | 17      | 0       | 0  | 1  | 21  | 19   | 12   |